# Молоде вино (фестиваль)
«Молоде вино» — щорічний всеукраїнський фестиваль молодої читаної поезії, який відбувається в Києві щороку, починаючи з 1997-го.
В програмі фестивалю — конкурс поетів-початківців. При оцінюванні велике значення має рівень декламації та артистичні здібності. Журі фестивалю, що складається з відомих літераторів, журналістів, критиків, визначає переможців за виступами конкурсантів (охочі можуть подати тексти своїх поезій у письмовому вигляді, але при визначенні лауреатів ці матеріали є лише допоміжними). Переможці конкурсу отримують статуетки глиняних жаб, адже на момент заснування конкурсу літературний процес в Україні асоціювався в організаторів із болотом.
«Молоде вино» народилося в Києві навесні 1993 року. Його започаткувала Творча асоціація «500», а саме Максим Розумний, Андрій Кокотюха, Сергій Руденко у вигляді літературних читань, які на той час поєднали значну частину прогресивної творчої молоді. За сприяння Міжнародного благодійного фонду «Смолоскип» на чолі з його засновником Осипом Зінкевичем та однойменного видавництва «Смолоскип», «Молоде Вино» стало загальноукраїнським щорічним Фестивалем живої поезії, що згодом отримало офіційну реєстрацію з боку державної адміністрації.
На конкурсних засадах традиційно визначаються переможці регіональних турів, які надалі борються за звання найкращих поетів країни на фінальному відборі в Києві.
з 2011 року став модернізованим формат конкурсу. До розгляду журі приймаються короткі відеоролики із записом авторського читання поезій.